# Woolmer Hill
Woolmer Hill – wieś w Anglii, w hrabstwie Hampshire. Leży 45 km na wschód od miasta Winchester i 65 km na południowy zachód od Londynu.